# Sailor Moon (anime)
Sailor Moon (jap. 美少女戦士セーラームーン Bishōjo senshi Sērā Mūn) – pierwsza seria anime Czarodziejka z Księżyca, mająca czterdzieści sześć odcinków. Zostało wyemitowane w 1992 roku. Nawiązuje ono do mangi Sailor Moon rysowanej i pisanej przez Naoko Takeuchi.
W 1993 roku, w 15. Anime Grand Prix, organizowanym przez magazyn Animage, pierwsza seria Czarodziejki zajęła pierwsze miejsce w kategorii: najlepsze anime.

## Fabuła
14-letnia Usagi Tsukino spotyka pewnego dnia kotkę, Lunę, która mówi jej, że jest wojowniczką z Księżycowego Królestwa, mającą obronić świat przed złem, a także odnaleźć Księżniczkę i Srebrny Kryształ. Dziewczyna spotyka na swojej drodze cztery pozostałe Czarodziejki, kolejno: Sailor Mercury, Sailor Mars, Sailor Jupiter oraz Sailor Venus. Znajdując się w tarapatach niemal zawsze przychodzi jej z pomocą Tuxedo Kamen. Przez całą serię Czarodziejka z Księżyca walczy z członkami Królestwa Ciemności, którzy także usiłują zdobyć Srebrny Kryształ i zbierają energię od ludzi by wskrzesić swoją królową.

## Postacie

### Naru Osaka
- Naru Osaka (jap. 大阪 なる Ōsaka Naru) – jedna z najlepszych przyjaciółek Usagi, z którą chodzi razem do jednej klasy[4]. W mandze odgrywa znacznie mniejszą rolę niż w anime, gdzie został wprowadzony romantyczny wątek pomiędzy Naru a Nephrite[5], a po jego śmierci – pomiędzy Naru a Umino[6]. Według Luny i Artemisa, Naru jest jedną z najczęściej atakowanych postaci przez antagonistów we wszystkich seriach[7]. Istnieje także prawdopodobieństwo, że jako jedyna spoza grona wojowniczek, zdaje sobie sprawę z prawdziwej tożsamości Sailor Moon[8].

### Gurio Umino
- Gurio Umino (jap. 海野 ぐりお Umino Gurio) – przyjaciel Usagi i Naru, z którymi chodzi do jednej klasy. Jest jednym z najlepszych uczniów, który zawsze jest dobrze zorientowany, również w plotkach[4]. Początkowo jest zakochany bez wzajemności w głównej bohaterce, jednak potem tworzy parę z Naru[6]. Pomimo że jego imię to Gurio, najczęściej jest nazywany nazwiskiem rodowym – Umino.

### Motoki Furuhata
- Motoki Furuhata (jap. 古幡 元基 Furuhata Motoki) – przyjaciel Usagi, który pracuje w salonie gier Crown. Początkowo Usagi jest w nim zakochana[9] (zauroczenie przeżywają później także Makoto i Minako). Motoki studiuje na jednym roku razem z Mamoru, którego jest przyjacielem. Jego siostra, Unazuki, jest kelnerką w sąsiadującej z salonem gier restauracji[10], natomiast jego dziewczyną jest studentka archeologii – Reika Nishimura[11]. W mandze Motoki został tymczasowo opętany przez Zoisite, po czym zaatakował Sailor Jupiter. Poznał także prawdziwe tożsamości Czarodziejek[12].

### Dziadek Rei
- Dziadek Rei (jap. レイのおじいさん Rei no ojiisan) – kapłan shintoistycznego chramu Hikawa[13], którego imię nigdy nie zostało ujawnione. Obiektem jego nieustannych zainteresowań są młode dziewczyny, które często prosi, by pracowały u niego jako miko[12]. Był także właścicielem jednego z tęczowych kryształów. Jego uczniem jest Yūichirō Kumada[14]. W porównaniu z anime, dziadek Rei w mandze odgrywa marginalną rolę.

### Królestwo Ciemności
- Królowa Metalia (jap. クイン・メタリア Kuin Metaria; Queen Metalia) – przywódczyni Królestwa Ciemności i główna antagonistka serii. Jest złą energią, która opętała królową Beryl i została w przeszłości zapieczętowana przez Królową Serenity[15]. Na początku jest uśpiona, jednak pod wpływem ludzkiej energii budzi się z letargu i każe sługom szukać Srebrnego Kryształu, który może ją całkowicie wybudzić[16]. Podporządkowuje sobie Endymiona, aby przejąć jego moc. Pod koniec serii, łączy się ciałem Beryl i toczy walkę z Księżniczką Serenity i duchami wojowniczek, którą przegrywa[17]. W mandze Sailor Moon zabija Metalię uderzając w jej słaby punkt – serce (dowiedziała się tego od Kunzite)[18]. Jest jedną z form Chaosu[19].
- Królowa Beryl (jap. クイン・ベリル Kuin Beriru; Queen Beryl) – druga w hierarchii w Królestwie Ciemności. Jest ziemską kobietą, opętaną przez Metalię; pragnie władać Ziemią[20]. Jest zakochana w księciu Endymionie, który nie odwzajemnia jej uczucia[17]. Przewodzi czterem generałom, których wysyła, by zdobywali dla Metalii ludzką energię oraz szukali Srebrnego Kryształu[16]. Gdy odkrywa, że Tuxedo Kamen to Mamoru Chiba, porywa go i przekonuje Metalię, by przeciągnąć go na stronę Królestwa Ciemności[21]. Gdy Endymion odzyskuje pamięć, Beryl, usiłując zabić Sailor Moon, zabija Tuxedo. Pod koniec serii, łączy się z energią Metalii i toczy walkę z Księżniczką Serenity i duchami wojowniczek, którą przegrywa[17]. W mandze ginie z ręki Sailor Venus[20].
- Endymion (jap. エンディミオン Endimion) – jest jedną z form Mamoru Chiby, po opętaniu przez energię królowej Metalii[22]. Został on przebudzony w tej formie po tym, jak Beryl zorientowała się, że Tuxedo Kamen jest w rzeczywistości Mamoru Chibą[21]. Został on uzdrowiony przez Sailor Moon, lecz później zabity przez Beryl[17].
- Kunzite (jap. クンツァイト Kuntsaito) – najwyższy rangą generał Królestwa Ciemności. Ma długie białe włosy i szaroniebieskie oczy. W anime jest przedstawiona jego homoseksualna relacja z Zoisite[23]. Jest to odstępstwo od mangi, gdzie ich relacja była wyłącznie przyjacielska. Współpracuje potem z nim, aby zdobyć siedem odłamków Tęczowych Kryształów. Po śmierci Zoisite, Królowa Beryl zleca jemu i Endymionowi zdobycie Srebrnego Kryształu – w tym celu obaj starają się poznać tożsamość Sailor Moon, by go jej odebrać. Kunzite zabija Sailor Moon, kierując przeciwko niemu jego własną broń[15]. W mandze, zostaje zamieniony w kamień. Pomimo tego informuje Czarodziejkę z Księżyca, jak zniszczyć Metalię, a następnie jego kamienna figura roztrzaskuje się[20].
- Zoisite (jap. ゾイサイト Zoisaito) – generał Królestwa Ciemności. Ma zielone oczy i długie rude włosy. W anime jest homoseksualistą[24] i narcyzem. W anime jest przedstawiona jego homoseksualna relacja z Kunzite[23]. Jest to odstępstwo od mangi, gdzie ich relacja była wyłącznie przyjacielska. Jego zadaniem, wraz z Nephrite, jest znaleźć Srebrny Kryształ. Jest dowódcą europejskiego oddziału Królestwa[25]. Widząc, że powierzone zadanie lepiej wykonuje Nephrite, postanawia go zabić[5]. Odkrywa także prawdziwą tożsamość Tuxedo Kamen, którą poznają też Beryl i Kunzite. Beryl rozkazuje mu nie zabijać Tuxedo Kamen, ale Zoisite łamie ten zakaz, przez co ginie z rąk Królowej Beryl[23].
- Nephrite (jap. ネフライト Nefuraito) – generał Królestwa Ciemności. Ma niebieskie oczy i długie brązowe włosy. Na Ziemi ukrywa się pod imieniem Masato Sanjōin (jap. 三条院正人 Sanjōin Masato)[26]. Jego zadaniem jest zebranie jak najwięcej ludzkiej energii dla Metalii. W anime jest także przedstawiona jego romantyczna relacja z Naru. Odkrywa on prawdziwą tożsamość Sailor Moon – w zabiciu jej przeszkadza mu jednak Tuxedo Mask. Ostatecznie ginie z rąk Zoisite, usiłując ochronić Naru[5]. W mandze ginie z ręki Sailor Jupiter[12].
- Jadeite (jap. ジェダイト Jedaito) – generał Królestwa Ciemności. Ma krótkie blond włosy i niebieskie oczy. Jego misją jest zebranie ludzkiej energii dla Metalii[27]. W tym celu wysyła demony (często też często bierze udział w akcjach), by prowadziły tanie punkty usługowe w Tokio, zabierając przy tym energię klientów. Udaje mu się zebrać dużo energii, ale często jego plany uniemożliwiają Sailor Senshi, których nie może pokonać. Poznaje tożsamość Sailor Moon, Sailor Mars i Sailor Mercury. Z nikim jednak nie dzieli się tą informacją, ponieważ zaraz po odkryciu, zostaje skazany przez Beryl na "wieczny sen" za liczne porażki[28]. W mandze ginie z ręki Sailor Mars[29].

## Dubbing japoński
Lista dubbingowanych postaci:
- Kotono Mitsuishi jako Usagi Tsukino (odcinki 1-43)
- Kae Araki jako Usagi Tsukino (odcinki 44-46)
- Aya Hisakawa jako Ami Mizuno
- Emi Shinohara jako Makoto Kino
- Michie Tomizawa jako Rei Hino
- Rika Fukami jako Minako Aino
- Tōru Furuya jako Mamoru Chiba (Tuxedo Kamen)
- Keiko Han jako Luna oraz Królowa Beryl
- Yasuhiro Takato jako Artemis
- Noriko Uemura jako Metalia
- Masaya Onosaka jako Jadeite
- Katsuji Mori jako Nephrite
- Keiichi Nanba jako Zoisite
- Kazuyuki Sogabe jako Kunzite